# فرانتیشک آدرزال
فرانتیشک آدرزال (انگلیسی: František Udržal؛ زاده ۳ ژانویهٔ ۱۸۶۶ – درگذشته ۲۵ آوریل ۱۹۳۸) سیاستمدار اهل چکسلواکی بود. وی از ۱ فوریه ۱۹۲۹ تا ۲۹ اکتبر ۱۹۳۲ نخست‌وزیر چکسلواکی بود.
فرانتیشک آدرزال در ۲۵ آوریل ۱۹۳۸، در سن ۷۲ سالگی درگذشت.